# Bessemer (Alabama)
Bessemer és una població dels Estats Units a l'estat d'Alabama. Segons el cens del 2007 tenia 28.657 habitants.

## Demografia
Segons el cens del 2000, Bessemer tenia 29.672 habitants, 11.537 habitatges, i 7.868 famílies. La densitat de població era de 281,5 habitants/km².
Dels 11.537 habitatges en un 30,5% hi vivien nens de menys de 18 anys, en un 34,6% hi vivien parelles casades, en un 29,2% dones solteres, i en un 31,8% no eren unitats familiars. En el 29% dels habitatges hi vivien persones soles el 13% de les quals corresponia a persones de 65 anys o més que vivien soles. El nombre mitjà de persones vivint en cada habitatge era de 2,52 i el nombre mitjà de persones que vivien en cada família era de 3,12.
Per edats la població es repartia de la següent manera: un 26,8% tenia menys de 18 anys, un 9,6% entre 18 i 24, un 26,1% entre 25 i 44, un 21,1% de 45 a 60 i un 16,4% 65 anys o més.
L'edat mitjana era de 36 anys. Per cada 100 dones hi havia 82,9 homes. Per cada 100 dones de 18 o més anys hi havia 75,8 homes.
La renda mitjana per habitatge era de 23.066 $ i la renda mitjana per família de 28.230 $. Els homes tenien una renda mitjana de 29.413 $ mentre que les dones 21.552 $. La renda per capita de la població era de 12.232 $. Aproximadament el 24,2% de les famílies i el 27,2% de la població estaven per davall del llindar de pobresa.

## Poblacions properes
El següent diagrama mostra les poblacions més properes.